# Consulta de enfermagem

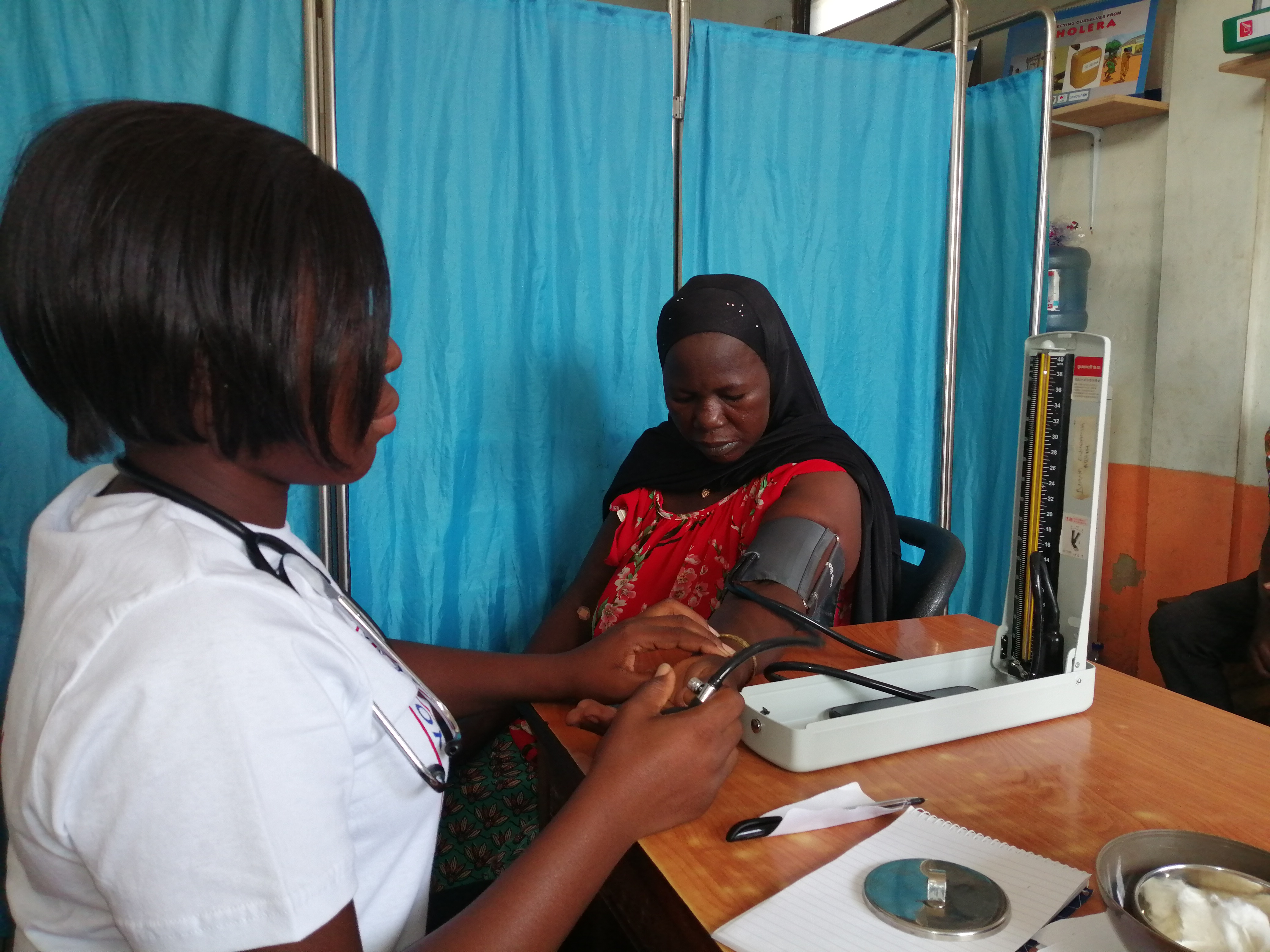
Enfermeira conduzindo uma consulta de enfermagem. Foto tirada em Gana, África

A Consulta de Enfermagem é uma atividade independente, realizada pelo enfermeiro, cujo objetivo propicia condições para melhoria da qualidade de vida por meio de uma abordagem contextualizada e participativa. Além da competência técnica, o profissional deve demonstrar interesse pelo ser humano e pelo seu modo de vida, a partir da consciência reflexiva de suas relações com o indivíduo, a família e a comunidade.

## Histórico e atualidade
A denominação consulta de enfermagem surgiu no Brasil na década de 60, porém, já existia desde a década de 20. Inicialmente, a consulta de enfermagem era exercida de forma não oficial, direcionada às gestantes e crianças sadias, sendo, posteriormente, estendida aos portadores de tuberculose e outros programas da área de saúde pública. Em 1956, com o surgimento das primeiras pesquisas de enfermagem, congressos abordando pesquisas, reformas do ensino das escolas de enfermagem e inclusão das enfermeiras nas equipes de planejamento de saúde, trouxe novas perspectivas para a profissão. A partir de então se foi consolidando o trabalho de enfermeira na área de Saúde Pública, com a conquista da implantação da consulta.
No Ceará, um importante passo para a realização da Consulta de Enfermagem foi sua oficialização pela Secretaria de Saúde do Estado, em 1973. A partir dessa implantação, ela foi evoluindo e sendo mais difundida e, atualmente, podemos observar Consultas de Enfermagem em diversos Programas, especialmente naqueles específicos para doenças crônicas. Desde 1995, é mantido vínculo com o Programa de Diabetes e Hipertensão Arterial.
Ainda, de acordo com o Conselho Federal de Enfermagem, conforme Resolução n.º 159/1993, a consulta de enfermagem deve ser obrigatoriamente desenvolvida em todos os níveis de assistência à saúde, tanto em instituições públicas quanto privadas. Isso inclui também a Estratégia Saúde da Família – ESF (atual PSF).

## Atribuições
O Processo de Enfermagem organiza-se em cinco etapas inter-relacionadas, interdependentes e recorrentes: a coleta de dados de enfermagem (ou histórico de enfermagem); o diagnóstico de enfermagem; planejamento de enfermagem; implementação e avaliação da enfermagem. Segundo a portaria GM/MS n.º 1.625, em geral, os principais tópicos da consultas de enfermagem são a solicitação de exames complementares e a prescrição de medicações, observadas as disposições legais da profissão e conforme os protocolos ou outras normativas técnicas estabelecidas pelo Ministério da Saúde, os gestores estaduais, os municipais ou os do Distrito Federal.
Ademais, é competência do enfermeiro na ESF a prática do cuidado familiar ampliado, efetivado por meio do conhecimento da estrutura e da funcionalidade das famílias, visando propor intervenções que influenciem os processos de saúde dos indivíduos (diagnóstico e implementação), promoção e estímulo à participação da comunidade no controle social, no planejamento, na execução e na avaliação das ações (planejamento) e, ainda, acompanhamento e avaliação sistemática das ações implementadas, visando à readequação do processo de trabalho (avaliação).